# Joan Tronto
Joan Claire Tronto (* 29. června 1952) je americká profesorka politologie na Minnesotské univerzitě. V minulosti působila jako profesorka ženských studií a politologie na Hunter College a Graduate School, City University of New York.

## Vzdělání
Tronto získala bakalářský titul na Oberlin College v roce 1974. Magisterský titul a titul Ph.D. získala na Princetonské univerzitě v letech 1976, resp. 1981.

## Výzkum
Rozsah vědeckého zájmu Joan Tronto se pohybuje od politických teorií přes gender po etiku péče.

### Knihy
- TRONTO, Joan C., 1993. Moral Boundaries: A Political Argument for an Ethic of Care. New York: Routledge. ISBN 9780415906425.
- TRONTO, Joan C.; COHEN, Cathy J.; JONES, Kathleen B., 1997. Women transforming politics: an alternative reader. New York: New York University Press. ISBN 9780814715581.
- TRONTO, Joan, 2012. Le risque ou le "care". Paris: Presses universitaires de France (PUF). ISBN 9782130607199. (francouzsky) (Fabienne Brugère, translator)
- TRONTO, Joan C., 2013. Caring democracy: markets, equality, and justice. New York: New York University Press. ISBN 9780814770344.
- TRONTO, Joan; HOCHSCHILD, Arlie; GILLIGAN, Carol, 2013. Contre l'indifférence des privilégiés: à quoi sert le care. Paris: Payot. ISBN 9782228908771. (francouzsky)

### Příspěvky ve sbornících
- TRONTO, Joan. Gender/body/knowledge: feminist reconstructions of being and knowing. Redakce Jaggar Alison M.. New Brunswick, New Jersey: Rutgers University Press, 1989. Dostupné online. ISBN 9780813513799. Kapitola Women and caring: or, what can feminists learn from caring?, s. 172–187.
- TRONTO, Joan; FISHER, Berenice. Circles of care: work and identity in women's lives. Redakce Abel Emily K.. Albany, New York: State University of New York Press, 1990. ISBN 9780791402641. Kapitola Toward a feminist theory of caring, s. 36–54.
- TRONTO, Joan. Mother time: women, aging, and ethics. Redakce Walker Margaret Urban. Lanham, Maryland: Rowman & Littlefield Publishers, 1999. ISBN 9780847692613. Kapitola Age segregated housing as a moral problem: an exercise in rethinking ethics, s. 261–277.
- TRONTO, Joan. Feminists doing ethics. Redakce DesAutels Peggy. Lanham, Maryland: Rowman & Littlefield Publishers, 2001. ISBN 9780742512115. Kapitola Does managing professionals affect professional ethics? Competence, autonomy, and care, s. 187–202.
- TRONTO, Joan. Women and citizenship. Redakce Friedman Marilyn. Oxford New York: Oxford University Press, 2005. (Studies in Feminist Philosophy). ISBN 9780195175356. Kapitola Care as the work of citizens: a modest proposal, s. 130–145.
- TRONTO, Joan C. Feminist theory: a philosophical anthology. Redakce Cudd Ann E.. Oxford, UK Malden, Massachusetts: Blackwell Publishing, 2005. ISBN 9781405116619. Kapitola An ethic of care, s. 251–263.
- TRONTO, Joan. Global feminist ethics: feminist ethics and social theory. Redakce DesAutels Peggy. Lanham, Maryland: Rowman & Littlefield, 2008. (Feminist Constructions). ISBN 9780742559103. Kapitola Is peace keeping care work? A feminist reflection on "the responsibility to protect", s. 179–200.
- TRONTO, Joan. Naturalized bioethics: toward responsible knowing and practice. Redakce Lindemann Hilde. Cambridge New York: Cambridge University Press, 2009. ISBN 9780521719407. Kapitola Consent as a grant of authority: a care ethics reading of informed consent, s. 182–198.
- TRONTO, Joan. Europeanization, care and gender: global complexities. Redakce Dahl Hanne Marlene. Houndmills, Basingstoke, Hampshire New York: Palgrave Macmillan, 2011. ISBN 9780230299696. Kapitola Privatizing neo-colonialism: migrant domestic care workers, partial citizenship and responsibility, s. 165–181.
- TRONTO, Joan C. Feminist ethics and social policy: towards a new global political economy of care. Redakce Mahon Rianne. Vancouver: UBC Press, 2011. ISBN 9780774821087. Kapitola A feminist democratic ethics of care and global care workers: citizenship and responsibility, s. 162–177.
- TRONTO, Joan C. Global variations in the political and social economy of care: worlds apart. Redakce Razavi Shahra. New York/London: Routledge / UNRISD Research in Gender and Development, 2014. ISBN 9780415754552. Kapitola Democratic care politics in an age of limits, s. 29–40.

### Články
- TRONTO, Joan C. Law and modernity: the significance of Max Weber's sociology of law. Texas Law Review. The Texas Law Review Association, August 1984, s. 565–577. Dostupné v archivu pořízeném z originálu dne 2015-11-28.
- TRONTO, Joan C. Beyond gender difference to a theory of care. Signs. Summer 1987, s. 644–663. doi:10.1086/494360. JSTOR 3174207. S2CID 145052554.
- TRONTO, Joan C. Political science and caring: or, the perils of balkanized social science. Women & Politics. October 1987, s. 85–97. doi:10.1080/1554477x.1987.9970496.
- TRONTO, Joan C. Review: changing goals and changing strategies: varieties of women's political activities. Feminist Studies. Spring 1991, s. 85–104. doi:10.2307/3178172. JSTOR 3178172.
- TRONTO, Joan C. Caring as the basis for radical political judgments. Hypatia. May 1995, s. 141–149. doi:10.1111/j.1527-2001.1995.tb01376.x. JSTOR 3810286. S2CID 146571664.
- TRONTO, Joan C. Time's place. Feminist Theory. August 2003, s. 119–138. doi:10.1177/14647001030042002. S2CID 144329911.
- TRONTO, Joan. Frantz Fanon. Contemporary Political Theory. December 2004, s. 245–252. Dostupné online. doi:10.1057/palgrave.cpt.9300182. S2CID 195282851.
- TRONTO, Joan C.; LEONARD, Stephen T. The genders of citizenship. American Political Science Review. February 2007, s. 33–46. doi:10.1017/S0003055407070207. S2CID 145297986.
- TRONTO, Joan. 'The servant problem' and justice in households. Iris: European Journal of Philosophy and Public Debate. Firenze University Press, April 2010, s. 67–85. Dostupné online.
- TRONTO, Joan C. Creating caring institutions: politics, plurality, and purpose. Ethics and Social Welfare. July 2010, s. 158–171. doi:10.1080/17496535.2010.484259. S2CID 143086732.
- TRONTO, Joan C. Partiality based on relational responsibilities: another approach to global ethics. Ethics and Social Welfare. September 2012, s. 303–316. doi:10.1080/17496535.2012.704058. S2CID 143230526.
- TRONTO, Joan C.; VAN NISTELROOIJ, Inge; SCHAAFSMA, Petruschka. Ricoeur and the ethics of care. Medicine, Health Care and Philosophy. November 2014, s. 485–491. doi:10.1007/s11019-014-9595-4. PMID 25273330.